# ジェンダー・アイデンティティ・クリニック
ジェンダー・アイデンティティ・クリニック（英語: gender identity clinic）は、トランスジェンダーのヘルスケアに関連するサービスを提供している専門クリニックの一種である。

## クリニック・病院の一覧

### アジア

#### 香港
- 新界の沙田にあるPrince of Wales Hospital（英語版）のGender Identity Clinic[1][2]

### ヨーロッパ

#### ベルギー
- ヘントのGhent University Hospital（英語版）のCenter for Sexology and Gender Problems

#### オランダ
- アムステルダムにあるアムステルダム自由大学のUniversity Medical Center（英語版）のCenter of Expertise on Gender Dysphoria（英語版） [3][4]
  - 1975年に開業した成人専用クリニック[5]。1987年以降、思春期専用のクリニックがユトレヒトに開設された[6]:301。小児クリニックは2002年に成人クリニックと合併し、アムステルダムに移転した[6]:301-302;。
- ナイメーヘンにあるRadboud UMC（英語版）[7]
  - 2020年3月2日に思春期の若者向けのクリニックを開設した[8]。2021年3月1日からは、業務が成人のケアにも拡大された[9]。
- フローニンゲンにあるUMCG（英語版）
  - 2024年4月1日に思春期の若者向けの内分泌クリニックが開設された時点で、成人向けの診療はすでに確立されていた（診断と心理的サポートはUMCGのパートナーによって提供される）[10]。

#### イギリス

##### イングランド
- ロンドンにあるTavistock and Portman NHS Foundation Trust（英語版）のNHS Gender Identity Development Service（英語版）[11]

##### 北アイルランド
- ベルファストにある
- Belfast Health and Social Care Trust（英語版）のRegional Gender Identity Service, Brackenburn Clinic[12]
- ベルファストにあるBelfast Health and Social Care Trust（英語版）のKnowing Our Identity[13]

##### スコットランド
- エディンバラにあるChalmers Hospital（英語版）のChalmers Gender Identity Clinic, NHS Lothian（英語版）[14]
- グラスゴーにあるSandyford Gender Identity Clinic, NHS Greater Glasgow and Clyde（英語版）[14]
- アバディーンにあるRoyal Cornhill Hospital（英語版）のGrampian Gender Identity Clinic, NHS Grampian（英語版）[14]
- インヴァネスにあるRaigmore Hospital（英語版）のHighlands Gender Identity Clinic, NHS Highland（英語版）[14]

##### ウェールズ
- カーディフにあるSt David's Hospital（英語版）のWelsh Gender Service[15]

### 北アメリカ

#### カナダ
- トロントにあるCentre for Addiction and Mental Health（英語版）のGender Identity Clinic[16]
- アルバータ州エドモントンにあるGrey Nuns Community Hospital（英語版）のGender Identity Clinic

#### アメリカ合衆国
- サンフランシスコにあるカリフォルニア大学サンフランシスコ校内のCenter of Excellence for Transgender Health[17]
- ボストンにあるボストン小児病院のGender Management Service (GeMS)[18]
- ボストンにあるマサチューセッツ総合病院のTransgender Health Program[19]
- ボストンにあるBoston Medical Center（英語版）のGenderCare Center[20]
- ニューヨークにあるMount Sinai（英語版）のCenter for Transgender Medicine and Surgery[21]